# 马克·塞尔尼
马克·埃文·塞尔尼（Mark Evan Cerny，/ˈsɜːrni/ SUR-nee，1964年8月24日—） 是美国游戏设计师、程序员、制作人和媒体经营者。
塞尔尼在旧金山湾区长大，曾就读于加州大学伯克利分校，后辍学进入电子游戏行业。早年，他曾在雅達利、世嘉、晶体动力和环球互动工作室（Universal Interactive Studios）工作，后于1998年创立了个人公司Cerny Games，以公司名义从事独立顧問工作。在日本世嘉任职期间，他返回美國成立了世嘉技術開發研究所，开发了包括《刺猬索尼克2》在内的一系列游戏。
此后，塞尔尼经常以顾问的身份与索尼互动娱乐合作，担任了多款PlayStation游戏机的首席硬件设计师。他也因此被称为PlayStation Vita、PlayStation 4和PlayStation 5的架构师。自顽皮狗和Insomniac Games于20世纪90年代成立以来，他就开始为这两家公司提供咨询服务，并且还曾为Sucker Punch Productions等其他索尼第一方工作室提供咨询服务。塞尔尼还开发了多款游戏，包括街机游戏《狂暴弹珠》和平台动作游戏钠克的大冒险系列。由于提供了咨询工作，他也被列入了许多其他游戏的制作人员名单。
2004年，他荣获国际游戏开发者协会颁发的终身成就奖，并于2010年入选互动艺术与科学学会名人堂。
塞尔尼是在日本世嘉工作期間開始自學日語和日本文化，成為少數能與日本遊戲界保持緊密合作的美國遊戲製作人，妻子也是日本人。